# Robič
Robič – wieś w Słowenii, w gminie Kobarid. W 2018 roku liczyła 29 mieszkańców.